# Bouquet garni

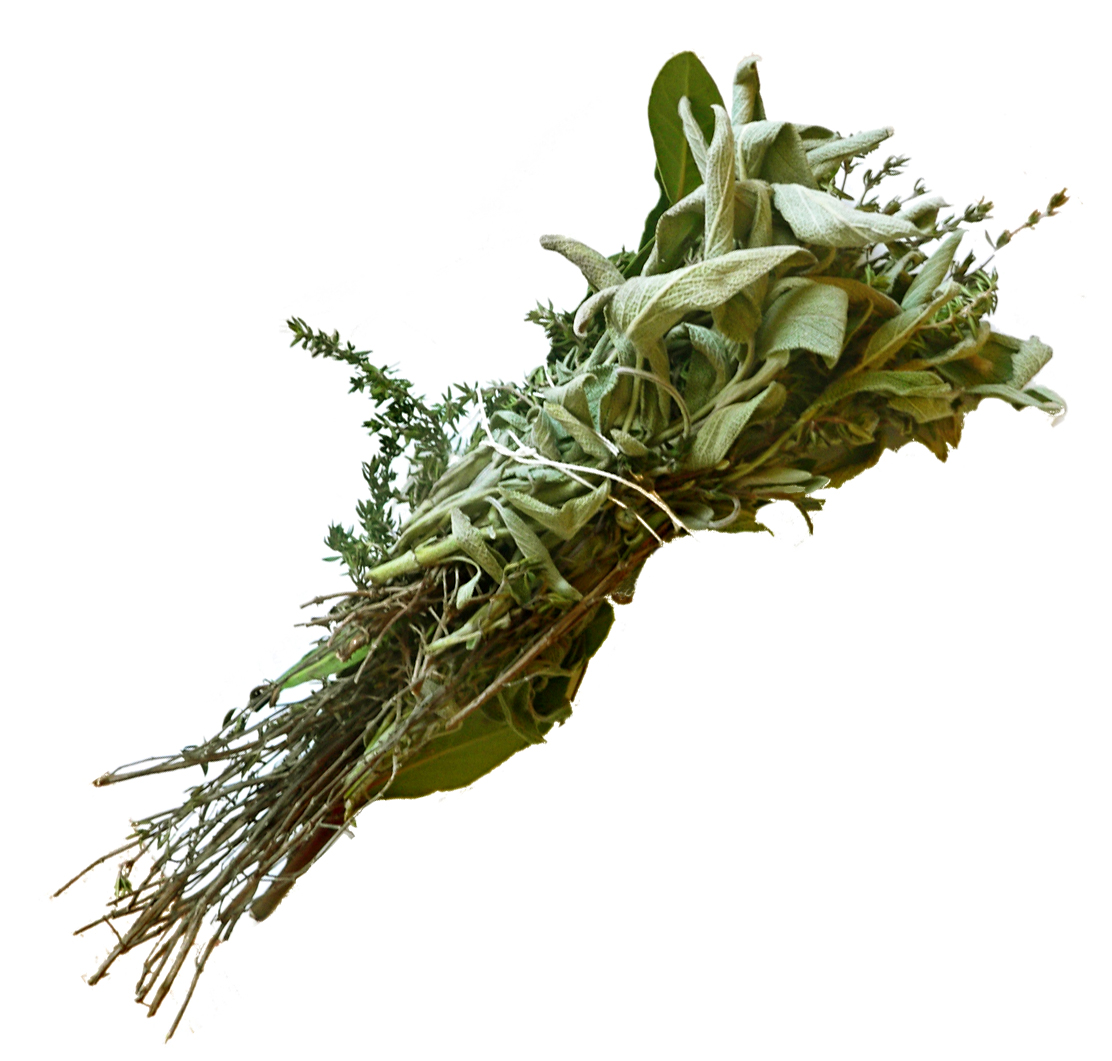
Un manat d'herbes.

El bouquet garni (del francès ‘ram guarnit’ o també 'manat') o farcellet d'herbes o ramellet d'herbes és condiment bàsic per a receptes franceses. Es tracta d'un manoll d'herbes aromàtiques lligades amb un fil i que entra en l'elaboració de molts plats cuinats guisats de carn i ocell, ragús, sopes i brous. Generalment es bull amb la resta dels ingredients, però es retira quan se servirà el plat.
És fàcil de fer a casa, però se sol comprar fet en les verdureries.

## Característiques
No hi ha una recepta general per al bouquet garni, però la major part de les receptes inclouen julivert, farigola i fulles de llorer. Segons la recepta i de la regió, el bouquet garni pot incloure també alfàbrega, fulles d'api, cerfull, romaní, sajolida, estragó, orenga, coriandre i un tros de fulla de porro. El bouquet garni se sol emprar com un aromatizador de brous i s'hi afegeix en la fase final de la cocció.

## Usos
Entre els plats que usen el bouquet garni per a la seva elaboració hi ha:
- Bœuf bourguignon
- Pot au feu
- Poule au pot
- Carbonada
- Lapin chasseur
- Blanqueta de vedella
- Ossobuco
- Bolhabaissa